# Szörényi Levente szerzeményeinek időrendi listája
Ezen a lapon Szörényi Levente szerzeményei láthatóak, időrendi sorrendben, automatikus sorszámmal ellátva.
Az alábbi listán először az előadó látható, majd zárójelben az album címe és évszáma. Ezután következik a dal címe. Végül zárójelben a zeneszerző és a szövegíró. Sok dal esetében azonban nem lehet eldönteni, hogy ki a szövegíró, illetve ki a zeneszerző, vagy zeneszerzők. Levente többször is nyilatkozta már, hogy például a Még fáj minden csók című Illés dal szövegét is ő írta, amely nem biztos, hogy az egyedüli. A Fonográf zenekar sok dalával is hasonló a helyzet, ugyanis Levente és Tolcsvay László nagyon sok olyan dalt írtak közösen, amely később csak az egyikőjük nevével jelent meg, így a listába csak azokat lehetett beírni, ami Szörényi néven jött ki, mert több információ nem lett napvilágra hozva. Levente azt is nyilatkozta, hogy az Árpád Népe című misztikus operába nem csak zenét, de szövegeket is írt, de mivel itt sem lehet pontosan tudni, hogy melyikeket, szövegíróként Pozsgai Zsolt van feltüntetve. Hasonló dolgok a többi darabnál és a többi dalnál is történhettek. A listába került be néhány filmzene is, de ez a rész erősen hiányos. 
Ha egy dalt később más előadó is fel/átdolgozott, az már nem szerepel a listán, mindig csak az első változat.

## A lista
1. Illés (kislemez, 1965) – Séta az aranyhúrokon (Szörényi)
2. Illés (kislemez, 1965) – A magányos (Szörényi)
3. Illés (kislemez, 1965) – Üzenet Eddynek (Szörényi)
4. Illés (kislemez, 1965) – Légy jó kicsit hozzám (Szörényi–Bródy)
5. Illés (kislemez, 1965) – Oh, mondd (Szörényi–Bródy)
6. Illés (kislemez, 1965) – Az utcán (Szörényi–Bródy)
7. Illés (kislemez, 1965) – Mindig veled (Szörényi–Bródy)
8. Illés (kislemez, 1966) – Különös lány (Szörényi–Bródy)
9. Illés (kislemez, 1966) – Itt állok egymagam (Szörényi–Bródy)
10. Illés (kislemez, 1966) – Igen (Szörényi–Bródy)
11. Illés (kislemez, 1966) – Nyári mese (Szörényi–Bródy)
12. Illés (kislemez, 1966) – Még fáj minden csók (Szörényi–Bródy)
13. Koncz Zsuzsa (kislemez, 1966) – Rohan az idő (Szörényi–S.Nagy)
14. Koncz Zsuzsa (kislemez, 1966) – Négy év után (Szörényi–Bródy)
15. Ambrus Kyri (kiadatlan, 1966) – Megmondtam már (Szörényi–Bródy)
16. Illés (kislemez, 1967) – Nézz rám (Szörényi–Bródy)
17. Illés (kislemez, 1967) – Ne gondold (Szörényi–Bródy)
18. Illés (kislemez, 1967) – Nem érdekel, amit mondsz (Szörényi–Bródy)
19. Illés (kislemez, 1967) – Eljöttél (Szörényi–Bródy)
20. Illés (Ezek a fiatalok, 1967) – Ta-tarada-dam (Szörényi–Bródy)
21. Illés (Ezek a fiatalok, 1967) – Sárga Rózsa (Szörényi–Bródy)
22. Illés (Ezek a fiatalok, 1967) – Fáradt vagyok (Szörényi–Bródy)
23. Illés (Ezek a fiatalok, 1967) – Néma szerelem (Szörényi–Bródy)
24. Illés (Ezek a fiatalok, 1967) – A bolond lány (Szörényi–Bródy)
25. Illés (Ezek a fiatalok, 1967) – Láss, ne csak nézz! (Szörényi–Bródy)
26. Koncz Zsuzsa (kislemez, 1967) – Keresem a szót (Szörényi–Bródy)
27. Hacki Tamás (kislemez, 1967) – Talán egy nap (Szörényi–Bródy)
28. Illés (kislemez, 1968) – Nehéz az út (Szörényi–Bródy)
29. Illés (kislemez, 1968) – Nem érti más, csak én (Szörényi–Bródy)
30. Illés (kislemez, 1968) – Kis virág (Szörényi–Bródy)
31. Illés (kislemez, 1968) – Eltávozott nap (Szörényi–Bródy)
32. Illés (kislemez, 1968) – Little Richard (Szörényi–Bródy)
33. Illés (kislemez, 1968) – Régi, szép napok (Szörényi)
34. Illés (kislemez, 1968) – Téli álom (Szörényi–Bródy)
35. Illés (kislemez, 1968) – Amikor én még kissrác voltam (Szörényi–Bródy)
36. Koncz Zsuzsa (kislemez, 1968) – Színes Ceruzák (Szörényi–Bródy)
37. Illés (Nehéz az út, 1969) – Átkozott féltékenység (Szörényi–Bródy)
38. Illés (Nehéz az út, 1969) – Szerelem (Szörényi–Bródy)
39. Illés (Nehéz az út, 1969) – Mondd, hogy nem hiszed el (Szörényi–Bródy)
40. Illés (kislemez, 1969) – Holdfény '69 (Szörényi–Bródy)
41. Illés (kislemez, 1969) – Alig volt zöld (Szörényi–Bródy)
42. Illés (kislemez, 1969) – Március, 1848 (Szörényi–Bródy)
43. Illés (kislemez, 1969) – Rock and roll Rézi (Szörényi–Bródy)
44. Illés (kislemez, 1969) – Történet M-ről (Szörényi–Bródy)
45. Illés (kislemez, 1969) – Bűbájosok (Szörényi)
46. Illés (kiadatlan koncertfelvétel, 1969) – A Hold és az ember (Szörényi)
47. Illés (Illések és Pofonok, 1969) – A kugli (Szörényi–Bródy)
48. Illés (Illések és Pofonok, 1969) – Emlékszem, esténként (Szörényi–Bródy)
49. Illés (Illések és Pofonok, 1969) – A beérkezett levelekre válaszolva (Szörényi–Bródy)
50. Illés (Illések és Pofonok, 1969) – Ígérd meg (Szörényi–Bródy)
51. Illés (Illések és Pofonok, 1969) – Téged vár (Szörényi–Bródy)
52. Illés (Illések és Pofonok, 1969) – Reklám úr (Szörényi–Bródy)
53. Illés (Illések és Pofonok, 1969) – Lusta vagyok (Szörényi–Bródy)
54. Illés (Illések és Pofonok, 1969) – Két év nem sok (Szörényi–Bródy)
55. Illés (Illések és Pofonok, 1969) – Nem akarok állni (Szörényi–Bródy)
56. Illés (kiadatlan, 1970) – Budapest-London (Szörényi)
57. Koncz Zsuzsa (Szerelem, 1970) – Te voltál (Szörényi–Bródy)
58. Koncz Zsuzsa (Szerelem, 1970) – Nem vagyunk egyformák (Szörényi–Bródy)
59. Illés (kislemez, 1970) – Menekülés (Szörényi–Bródy)
60. Illés (kislemez, 1970) – Kégli-dal (Szörényi–Bródy)
61. Illés (kislemez, 1970) – Nem hiszem (Szörényi–Bródy)
62. Illés (kislemez, 1970) – Ne sírjatok, lányok (Szörényi–Bródy)
63. Illés (kislemez, 1970) – Júliára várunk (Szörényi–Bródy)
64. Illés (kiadatlan, 1970) – Szia, szia (Szörényi–Bródy)
65. Illés (Ne sírjatok lányok, 1970) – Koszos kisfiú (Szörényi)
66. Illés (Add a kezed, 1970) – Good bye London (Szörényi–Bródy)
67. Koncz Zsuzsa (Kis virág, 1971) – Mondd, hogy szeretsz (Szörényi–Bródy)
68. Koncz Zsuzsa (Kis virág, 1971) – A napfény (Szörényi–Bródy)
69. Koncz Zsuzsa (Kis virág, 1971) – Mondd el, ha látod őt (Szörényi–Bródy)
70. Illés (kislemez, 1971) – Gondolj néha rám (Szörényi–Bródy)
71. Illés (kislemez, 1971) – Elvonult a vihar (Szörényi–Bródy)
72. Koncz Zsuzsa (kislemez, 1971) – Rég volt, szép volt (Szörényi–Bródy)
73. Illés (Human Rights, 1971) – Bevezetés (az Emberi Jogok Egyetemes Nyilatkozatából) (Szörényi–Bródy)
74. Illés (Human Rights, 1971) – Ész és lelkiismeret (Szörényi–Bródy)
75. Illés (Human Rights, 1971) – Te kit választanál? (Szörényi–Bródy)
76. Illés (Human Rights, 1971) – Elinduló (Szörényi–Bródy)
77. Illés (Human Rights, 1971) – Virágok tengere (Szörényi–Bródy)
78. Illés (Human Rights, 1971) – Inkvizíció (Szörényi–Bródy)
79. Illés (Human Rights, 1971) – Approximáció (Szörényi–Bródy)
80. Illés (Human Rights, 1971) – Légy egy napra a kedvesem (Szörényi–Bródy)
81. Illés (Human Rights, 1971) – A Kati jött (Szörényi–Bródy)
82. Koncz Zsuzsa (Élünk és meghalunk, 1972) – Elbújtam (és már nem találsz rám) (Szörényi–Bródy)
83. Koncz Zsuzsa (Élünk és meghalunk, 1972) – Egy év elmúlt (Szörényi–Bródy)
84. Koncz Zsuzsa (Élünk és meghalunk, 1972) – Nemsokára elmegyek (Szörényi–Bródy)
85. Illés (Add a kezed, 1972) – Kislány, add a kezed (Szörényi–Bródy)
86. Illés (Add a kezed, 1972) – Nehéz várni (Szörényi–Bródy)
87. Illés (Add a kezed, 1972) – A szó veszélyes fegyver (Szörényi–Bródy)
88. Illés (Add a kezed, 1972) – Nekem oly mindegy (Szörényi–Bródy)
89. Illés (Add a kezed, 1972) – Emlék M-nek (Szörényi–Bródy)
90. Illés (Az Illés összes kislemeze, 1972) – Légy erős (Szörényi–Bródy)
91. Illés (kiadatlan, 1972) – Légy jó hozzám (Szörényi–Bródy)
92. Illés (Az Illés másik oldalán, 1972) – Petőfi '73 (Szörényi)
93. Illés (Az Illés másik oldalán, 1972) – Európa csendes (Szörényi–Petőfi)
94. Tolcsvayék és a Trió (filmzene, 1972) – Megy a juhász a szamáron (Szörényi–Petőfi)
95. Szörényi Levente (kislemez, 1973) – Bánatvirág (Szörényi–Bródy)
96. Szörényi Levente (kislemez, 1973) – Dal az ártatlanságról (Szörényi–Bródy)
97. Szörényi Levente (Utazás, 1973) – Zazi (Szörényi–Bródy)
98. Szörényi Levente (Utazás, 1973) – Az angolna (Szörényi–Bródy)
99. Szörényi Levente (Utazás, 1973) – Életrajz (Szörényi–Bródy)
100. Szörényi Levente (Utazás, 1973) – A lány, akit szerettem (Szörényi–Bródy)
101. Szörényi Levente (Utazás, 1973) – Vidéki kislány (Szörényi–Bródy)
102. Szörényi Levente (Utazás, 1973) – Ne vágj ki minden fát (Szörényi–Bródy)
103. Szörényi Levente (Utazás, 1973) – Utazás (Szörényi)
104. Szörényi Levente (Utazás, 1973) – Ősz van már (Szörényi)
105. Szörényi Levente (Használat előtt felrázandó, 1973) – Hidd el, ez ő! (Szörényi)
106. Szörényi Levente (filmzene, 1973) – Für die liebe noch zu mager (Szörényi–?)
107. Koncz Zsuzsa (kislemez, 1973) – Karolj át! (Szörényi–Bródy)
108. Koncz Zsuzsa (kislemez, 1973) – Rakd fel a szemüveget (Szörényi–Bródy)
109. Koncz Zsuzsa (Jelbeszéd, 1973) – Ki mondta (Szörényi–Bródy)
110. Fonográf (kislemez, 1974) – A szombat esti lány (Szörényi–Bródy)
111. Fonográf (kislemez, 1974) – Mondd, hogy nem haragszol rám! (Szörényi–Bródy)
112. Fonográf (kislemez, 1974) – Hol az a lány? (Szörényi–Bródy)
113. Fonográf (Fonográf I, 1974) – Társasjáték (Szörényi–Bródy)
114. Fonográf (Fonográf I, 1974) – Valaki vár (Szörényi–Bródy)
115. Fonográf (Fonográf I, 1974) – Lökd ide a sört! (Fonográf-Bródy)
116. Szörényi Levente (Hazatérés (filmzene), 1974) – Eljön majd a nap (Szörényi–Bródy)
117. Koncz Zsuzsa (Gyerekjátékok, 1974) – Gyerekjátékok (Szörényi–Bródy)
118. Koncz Zsuzsa (Gyerekjátékok, 1974) – Szabálytalan szerelem (Szörényi–Bródy)
119. Koncz Zsuzsa (Gyerekjátékok, 1974) – Mire vársz, kedvesem? (Szörényi–Bródy)
120. Koncz Zsuzsa (Gyerekjátékok, 1974) – Ha a világ rigó lenne (Szörényi–Weöres Sándor)
121. Koncz Zsuzsa (Gyerekjátékok, 1974) – A világ végén (Szörényi–Bródy)
122. Fonográf (német rádiófelvétel, 1974) – Kunstflug (Szörényi)
123. Fonográf (német rádiófelvétel, 1974) – Schilfbedeckte Hütte (Szörényi)
124. Fonográf (Na mi újság, Wágner úr?, 1975) – Wágner úr (Szörényi–Bródy)
125. Fonográf (Na mi újság, Wágner úr?, 1975) – Már nem tudom (Szörényi–Bródy)
126. Fonográf (Na mi újság, Wágner úr?, 1975) – Élj boldogan! (Szörényi–Bródy)
127. Fonográf (Na mi újság, Wágner úr?, 1975) – A széllel szemben (Szörényi–Bródy)
128. Fonográf (Na mi újság, Wágner úr?, 1975) – Álmodunk és ébredünk (Szörényi–Bródy)
129. Fonográf (Használat előtt felrázandó, 1975) – Használat előtt felrázandó (Szörényi–Bródy)
130. Koncz Zsuzsa (Kertész leszek, 1975) – Nyolcesztendős lányok (Szörényi–József Attila)
131. Koncz Zsuzsa (Kertész leszek, 1975) – Vörös Rébék (Szörényi–Arany János)
132. Koncz Zsuzsa (Ne vágj ki minden fát!, 1975) – Előre nézz, babám! (Szörényi–Bródy)
133. Koncz Zsuzsa (Ne vágj ki minden fát!, 1975) – Hejj, tedd rá! (Szörényi–Bródy)
134. Koncz Zsuzsa (Ne vágj ki minden fát!, 1975) – Éjszaka (Szörényi–Bródy)
135. Koncz Zsuzsa (Ne vágj ki minden fát!, 1975) – Amíg emlékezünk (Szörényi–Bródy)
136. Fonográf (FG-4, 1976) – Levél a távolból (Szörényi–Bródy)
137. Fonográf (FG-4, 1976) – Preludium (Szörényi–Tolcsvay)
138. Fonográf (FG-4, 1976) – Koordináták (Szörényi–Bródy)
139. Fonográf (FG-4, 1976) – FG-4 (Szörényi–Bródy)
140. Fonográf (FG-4, 1976) – Ádám (Szörényi–Bródy)
141. Fonográf (Használat előtt felrázandó, 1976) – Az ősember (Szörényi–Bródy)
142. Fonográf (Használat előtt felrázandó, 1976) – Minden rendben van (Szörényi–Bródy)
143. Fonográf (Használat előtt felrázandó, 1976) – A kenguru (Szörényi–Bródy)
144. Koncz Zsuzsa (Elmondom hát mindenkinek..., 1976) – Szondi két apródja (Szörényi–Arany János)
145. Fonográf (Edison Fonográf Album, 1977) – Edison Magyarországon (Szörényi–Bródy)
146. Fonográf (Edison Fonográf Album, 1977) – Viktória (Szörényi–Bródy)
147. Fonográf (Edison Fonográf Album, 1977) – Álomszép regény (Szörényi–Bródy)
148. Fonográf (Edison Fonográf Album, 1977) – 1911 (Szörényi–Bródy)
149. Fonográf (Edison Fonográf Album, 1977) – Szenvedély (Szörényi–Bródy)
150. Koncz Zsuzsa (X, 1977) – 1964 (Szörényi–Bródy)
151. Koncz Zsuzsa (X, 1977) – Védd magad! (Szörényi–Bródy)
152. Koncz Zsuzsa (X, 1977) – Csak egy dal (Szörényi–Bródy)
153. Fonográf (kislemez, 1978) – 1978 (Szörényi–Bródy)
154. Fonográf (kislemez, 1978) – I. M. Elvis Presley (Szörényi–Bródy)
155. Fonográf (Útközben, 1978) – Király Nagy Ági (Szörényi–Bródy)
156. Fonográf (Útközben, 1978) – Ez már így szokás (Szörényi–Bródy)
157. Fonográf (Útközben, 1978) – Útközben (Szörényi–Bródy)
158. Fonográf (Útközben, 1978) – Ha szerelem kell...(Szörényi–Bródy)
159. Kovács Kati (Életem lemeze, 1978) – Aki lép, az nem marad egyhelyben (Szörényi–Adamis)
160. Kovács Kati (Életem lemeze, 1978) – Ha hiszel bennem, fiú (Szörényi–Adamis)
161. Kovács Kati (Életem lemeze, 1978) – Vérré válik bennem a dal (Szörényi–Adamis)
162. Kovács Kati (Életem lemeze, 1978) – A zene, az a bor (Szörényi–Adamis)
163. Kovács Kati (Életem lemeze, 1978) – Nekem nem mindegy (Szörényi–Adamis)
164. Kovács Kati (Életem lemeze, 1978) – Nincs mit vesztenem (Szörényi–Adamis)
165. Kovács Kati (Életem lemeze, 1978) – Életem lemeze (Szörényi–Adamis)
166. Kovács Kati (Életem lemeze, 1978) – Mintha (Szörényi–Adamis)
167. Kovács Kati (Életem lemeze, 1978) – Ima (Szörényi–Adamis)
168. Kovács Kati (Életem lemeze, 1978) – Te (Szörényi–Adamis)
169. Fonográf (kislemez, 1979) – Amatőr sportolók dala (Szörényi–Bródy)
170. Koncz Zsuzsa (Valahol, 1979) – A város fölött (Szörényi–Bródy)
171. Koncz Zsuzsa (Valahol, 1979) – Kis virág új útra indul (Szörényi–Bródy)
172. Koncz Zsuzsa (Valahol, 1979) – Véget ért (Szörényi–Bródy)
173. Koncz Zsuzsa (kislemez, 1979) – A szerelem hív (Szörényi–Bródy)
174. Zorán (III, 1979) – Gyönyörű szép álom (Szörényi–Bródy)
175. Zorán (III, 1979) – Hajolj le hozzám (Szörényi–Bródy)
176. Szörényi Levente (filmzene, 1979) – Vasárnapi Szülők (Szörényi)
177. Szörényi Levente (Hazatérés (filmzene), 1980) – Hazatérés (Szörényi)
178. Halász Judit (Mákosrétes, 1980) – Szigetországi tragédia (Szörényi–Eörsi István)
179. Szörényi Levente (Hazatérés, 1980) – A hitetlenség átka (Szörényi–Bródy)
180. Szörényi Levente (Hazatérés, 1980) – Szarvasűzés (Szörényi)
181. Szörényi Levente (Hazatérés, 1980) – Száraz még a föld (Szörényi–Bródy)
182. Szörényi Levente (Hazatérés, 1980) – Petőfi '73 (Szörényi)
183. Szörényi Levente (Hazatérés, 1980) – Hírek (Szörényi–Bródy)
184. Szörényi Levente (Hazatérés, 1980) – Az utánzókhoz (Szörényi–Petőfi)
185. Szörényi Levente (Hazatérés, 1980) – Hej barátom (Szörényi)
186. Szörényi Levente (Hazatérés, 1980) – Kőműves Kelemen balladája (Szörényi–Bródy)
187. Komár László (Pepita, 1981) – Családi Rocky (Szörényi–Bródy)
188. Kőműves Kelemen – rockballada (1981) – Ébredés, Munkadal, Alkotni születtünk, Munkadal (Szörényi–Bródy)
189. Kőműves Kelemen – rockballada (1981) – Ballada a rossz asszonyról (Szörényi–Bródy)
190. Kőműves Kelemen – rockballada (1981) – Kelemen átka (Szörényi–Bródy)
191. Kőműves Kelemen – rockballada (1981) – A fogadalom (Szörényi–Bródy)
192. Kőműves Kelemen – rockballada (1981) – Szabad-e ölni? (Szörényi–Bródy)
193. Kőműves Kelemen – rockballada (1981) – Itt az idő (Szörényi–Bródy)
194. Kőműves Kelemen – rockballada (1981) – Szerelemdal, Anna feláldozása, Munkadal, Áll a vár (Szörényi–Bródy)
195. Kőműves Kelemen – rockballada (1981) – Hazamegyek (Szörényi–Bródy)
196. Kőműves Kelemen – rockballada (1981) – Ballada a rossz asszonyról (Szörényi–Bródy)
197. Kőműves Kelemen – rockballada (1981) – Gyilkos vagy, Kelemen! (Szörényi–Bródy)
198. Kőműves Kelemen – rockballada (1981, demo) – A márványtábla (Szörényi–Bródy)
199. Hacki Tamás (Hacki News Különkiadás, 1983) – Tömény kék fű (Szörényi–Bródy)
200. István, a király – rockopera (1983) – Töltsd el szívünk fényesség, Veni lumen cordium (Szörényi–Bródy)
201. István, a király – rockopera (1983) – Gyarló az ember (Szörényi–Bródy)
202. István, a király – rockopera (1983) – Nem vagyunk még hozzád méltók, Nem kell olyan isten! (Szörényi–Bródy)
203. István, a király – rockopera (1983) – Géze fejedelem temetése, Kyrie eleison (Szörényi–Bródy)
204. István, a király – rockopera (1983) – Nincs más út, csak az Isten útja (Szörényi–Bródy)
205. István, a király – rockopera (1983) – Adj békét Uram!, Da pacem Domine! (Szörényi–Bródy)
206. István, a király – rockopera (1983) – Üdvöz légyen Géza fia, Koppány küldött jó úrnőm (Szörényi–Bródy)
207. István, a király – rockopera (1983) – Abcug Koppány (Szörényi–Bródy)
208. István, a király – rockopera (1983) – István, fiam! (Szörényi–Bródy)
209. István, a király – rockopera (1983) – Unom a politikát! (Szörényi–Bródy)
210. István, a király – rockopera (1983) – Fejedelmünk István! (Szörényi–Bródy)
211. István, a király – rockopera (1983) – Oly távol vagy tőlem (Szörényi–Bródy)
212. István, a király – rockopera (1983) – Szállj fel szabad madár! (Szörényi–Bródy)
213. István, a király – rockopera (1983) – Te vagy a legszebb álmunk (Szörényi–Bródy)
214. István, a király – rockopera (1983) – Abcug István (Szörényi–Bródy)
215. István, a király – rockopera (1983) – Szemtől szemben (Szörényi–Bródy)
216. István, a király – rockopera (1983) – Áldozatunk fogadjátok! (Szörényi–Bródy)
217. István, a király – rockopera (1983) – Elkésett a békevágy (Szörényi–Bródy)
218. István, a király – rockopera (1983) – Véres kardot hoztam, Vezess minket István (Szörényi–Bródy)
219. István, a király – rockopera (1983) – Gyászba öltözött csillagom, Töltsd el szívünk fényesség (Szörényi–Bródy)
220. István, a király – rockopera (1983) – Hála néked fejedelem! (Szörényi–Bródy)
221. István, a király – rockopera (1983) – Halld meg uram, a kérésem, Felnégyelni! (Szörényi–Bródy)
222. István, a király – rockopera (1983) – Oly távol vagy tőlem (Szörényi–Bródy)
223. István, a király – rockopera (1983) – Koppány felnégyelése, Glória, István, a király (Szörényi–Bródy)
224. István, a király – rockopera (1983) – István, a király, Felkelt a napunk (Szörényi–Bródy)
225. Fonográf (Jelenkor, 1984) – Várj még (Szörényi–Bródy)
226. Fonográf (Jelenkor, 1984) – A jelenkor ítélete (Szörényi–Bródy)
227. Halász Judit (Boldog Születésnapot, 1986) – Pató Pál Úr (Szörényi–Petőfi)
228. Hirtling István (kislemez, 1986) – Bolond-nóta (Szörényi–Bródy)
229. Szörényi Levente (Végtelen úton, 1986) – Hajnali álom (Szörényi)
230. Szörényi Levente (Végtelen úton, 1986) – Pokoli dolgok (Szörényi)
231. Szörényi Levente (Végtelen úton, 1986) – Lány hintaszékkel (Szörényi)
232. Szörényi Levente (Végtelen úton, 1986) – Ne kérdezd tőlem... (Szörényi)
233. Szörényi Levente (Végtelen úton, 1986) – Ajánlott levél (Szörényi)
234. Szörényi Levente (Végtelen úton, 1986) – A múzsa csókja (Szörényi)
235. Szörényi Levente (Végtelen úton, 1986) – Éjszakai telefonok (Szörényi)
236. Szörényi Levente (Végtelen úton, 1986) – Vágyaim napja (Szörényi)
237. Szörényi Levente (Végtelen úton, 1986) – Végtelen úton (Szörényi)
238. Szörényi Levente (Végtelen úton, 1986) – Ballada (Szörényi–Juhász Gyula)
239. Géniusz (Maradj köztünk, 1988) – Maradj köztünk! (Szörényi–Bródy)
240. Fehér Anna – rockballada (1988) – Álmot láttam, Maskarák tánca (Szörényi–Bródy)
241. Fehér Anna – rockballada (1988) – Nincs vége még a táncnak (Szörényi–Bródy)
242. Fehér Anna – rockballada (1988) – Éretlen igazság (Szörényi–Bródy)
243. Fehér Anna – rockballada (1988) – Szép a rózsa (Szörényi–Bródy)
244. Fehér Anna – rockballada (1988) – Hazugság minden (Szörényi–Bródy)
245. Fehér Anna – rockballada (1988) – A lánykérés (Szörényi–Bródy)
246. Fehér Anna – rockballada (1988) – Anyám, én elmegyek (Szörényi–Bródy)
247. Fehér Anna – rockballada (1988) – Az őrség mindig készen áll (Szörényi–Bródy)
248. Fehér Anna – rockballada (1988) – Múltidéző (Szörényi–Bródy)
249. Fehér Anna – rockballada (1988) – Nincs egyezség (Szörényi–Bródy)
250. Fehér Anna – rockballada (1988) – Most kezdődik (Szörényi–Bródy)
251. Fehér Anna – rockballada (1988) – Ki a legény? (Szörényi–Bródy)
252. Fehér Anna – rockballada (1988) – Kettészakít a világ (Szörényi–Bródy)
253. Fehér Anna – rockballada (1988) – Tele van a zsákunk (Szörényi–Bródy)
254. Fehér Anna – rockballada (1988) – Nálunk van az ostor (Szörényi–Bródy)
255. Fehér Anna – rockballada (1988) – Az ajánlat (Szörényi–Bródy)
256. Fehér Anna – rockballada (1988) – Még sötét a nap (Szörényi–Bródy)
257. Fehér Anna – rockballada (1988) – Rút világ ez (Szörényi–Bródy)
258. Fehér Anna – rockballada (1988) – Maskarák tánca (Szörényi–Bródy)
259. Fehér Anna – rockballada (1988) – A rózsatüske (Szörényi–Bródy)
260. Fehér Anna – rockballada (1988) – A nász (Szörényi–Bródy)
261. Fehér Anna – rockballada (1988) – Sirató (Szörényi–Bródy)
262. Fehér Anna – rockballada (1988) – A kör bezárul (Szörényi–Bródy)
263. Fehér Anna – rockballada (1988) – Vesszen a bíró! (Szörényi–Bródy)
264. Fehér Anna – rockballada (1988) – A ballada (Szörényi–Bródy)
265. Szörényi Szabolcs (Lökd ide a...(kocsmadalok), 1989) – Rác Rozinka (Szörényi–Bródy)
266. Szörényi Szabolcs (Lökd ide a...(kocsmadalok), 1989) – Sumér sördal (Szörényi–trad. sumér vers, Komoróczi Géza fordítása)
267. Fénylő ölednek édes örömében – oratórium (1989) – Midőn ég a földjétől elvált...(Szörényi–sumér/akkád eposzok felhasználásával, Rákos Sándor és Komoróczi Géza fordításai)
268. Fénylő ölednek édes örömében – oratórium (1989) – Enki elrendezi a világot (Szörényi–sumér/akkád eposzok felhasználásával, Rákos Sándor és Komoróczi Géza fordításai)
269. Fénylő ölednek édes örömében – oratórium (1989) – Innin az alvilágból távozóban (Szörényi–sumér/akkád eposzok felhasználásával, Rákos Sándor és Komoróczi Géza fordításai)
270. Fénylő ölednek édes örömében – oratórium (1989) – Dumuzi halála (Szörényi–sumér/akkád eposzok felhasználásával, Rákos Sándor és Komoróczi Géza fordításai)
271. Fénylő ölednek édes örömében – oratórium (1989) – Te vagy a föld peremén lobogó égi máglya (Szörényi–sumér/akkád eposzok felhasználásával, Rákos Sándor és Komoróczi Géza fordításai)
272. Fénylő ölednek édes örömében – oratórium (1989) – Enki Inninhez (Szörényi–sumér/akkád eposzok felhasználásával, Rákos Sándor és Komoróczi Géza fordításai)
273. Fénylő ölednek édes örömében – oratórium (1989) – Jajszó gomolyog föl! (Szörényi–sumér/akkád eposzok felhasználásával, Rákos Sándor és Komoróczi Géza fordításai)
274. Fénylő ölednek édes örömében – oratórium (1989) – Innin siratja Dumuzit (Szörényi–sumér/akkád eposzok felhasználásával, Rákos Sándor és Komoróczi Géza fordításai)
275. Fénylő ölednek édes örömében – oratórium (1989) – Csenhagyott bennünket az Isten (Ima) (Szörényi–sumér/akkád eposzok felhasználásával, Rákos Sándor és Komoróczi Géza fordításai)
276. Fénylő ölednek édes örömében – oratórium (1989) – Enki Inninhez (Szörényi–sumér/akkád eposzok felhasználásával, Rákos Sándor és Komoróczi Géza fordításai)
277. Fénylő ölednek édes örömében – oratórium (1989) – Asszony-urunk, te ragyogó szép (Szörényi–sumér/akkád eposzok felhasználásával, Rákos Sándor és Komoróczi Géza fordításai)
278. Fénylő ölednek édes örömében – oratórium (1989) – Ó, fénylő Ereskigál, édes a dicséreted! (Szörényi–sumér/akkád eposzok felhasználásával, Rákos Sándor és Komoróczi Géza fordításai)
279. Fénylő ölednek édes örömében – oratórium (1989) – Ninsubur panasza (Szörényi–sumér/akkád eposzok felhasználásával, Rákos Sándor és Komoróczi Géza fordításai)
280. Fénylő ölednek édes örömében – oratórium (1989) – Ó te, egek világossága (Holdimádság) (Szörényi–sumér/akkád eposzok felhasználásával, Rákos Sándor és Komoróczi Géza fordításai)
281. Fénylő ölednek édes örömében – oratórium (1989) – A Juh, s a Gabona (Szörényi–sumér/akkád eposzok felhasználásával, Rákos Sándor és Komoróczi Géza fordításai)
282. Fénylő ölednek édes örömében – oratórium (1989) – Innin csábítja Dumuzit (Szörényi–sumér/akkád eposzok felhasználásával, Rákos Sándor és Komoróczi Géza fordításai)
283. Fénylő ölednek édes örömében – oratórium (1989) – Fénylő ölednek édes örömében (Szörényi–sumér/akkád eposzok felhasználásával, Rákos Sándor és Komoróczi Géza fordításai)
284. Fénylő ölednek édes örömében – oratórium (1989) – Innin és Dumuzi (Ima) (Szörényi–sumér/akkád eposzok felhasználásával, Rákos Sándor és Komoróczi Géza fordításai)
285. Illés (kislemez, 1990) – Új világ (Szörényi–Bródy)
286. Halász Judit (Vannak még rossz gyerekek, 1991) – Pap-vihánc (Szörényi–Csoóri)
287. Atilla, Isten kardja – rockopera (1993) – Országnak meg népemnek (Szörényi–Lezsák)
288. Atilla, Isten kardja – rockopera (1993) – Fekete hold (Szörényi–Lezsák)
289. Atilla, Isten kardja – rockopera (1993) – Világ világa, merénylő, Isten kardja (Szörényi–Lezsák)
290. Atilla, Isten kardja – rockopera (1993) – Hol van az én hazám (Szörényi–Lezsák)
291. Atilla, Isten kardja – rockopera (1993) – Birodalmunk nagyjai, Csillagrendben túr ivadék, Mit hoz a holnap? (Szörényi–Lezsák)
292. Atilla, Isten kardja – rockopera (1993) – Nimrud büszke népe (Szörényi–Lezsák)
293. Atilla, Isten kardja – rockopera (1993) – Istenhez visszatérők, Adjál olyan vezekvést! (Szörényi–Lezsák)
294. Atilla, Isten kardja – rockopera (1993) – Vér és arany, Szétesik életem, Ősöd üzen (Szörényi–Lezsák)
295. Atilla, Isten kardja – rockopera (1993) – Európát látok (Szörényi–Lezsák)
296. Atilla, Isten kardja – rockopera (1993) – Szőttesben él, Lopakodó fénytelen (Szörényi–Lezsák)
297. Atilla, Isten kardja – rockopera (1993) – Gyűjtsetek erőt (Szörényi–Lezsák)
298. Atilla, Isten kardja – rockopera (1993) – Fejedelmünk, Csaba (Szörényi–Lezsák)
299. Atilla, Isten kardja – rockopera (1993) – Nincs ára Hunniának (Szörényi–Lezsák)
300. Atilla, Isten kardja – rockopera (1993) – Kérésünket hallgasd meg!, Ij szárnya kettétört, Temetés (Szörényi–Lezsák)
301. Atilla, Isten kardja – rockopera (1993) – Ezüst hold, Elég volt a síránkozásból (Szörényi–Lezsák)
302. Atilla, Isten kardja – rockopera (1993) – Óvjon az Isten, Sötétség bírja, Vendégjoggal visszaélnek! (Szörényi–Lezsák)
303. Atilla, Isten kardja – rockopera (1993) – Lélek tükre, Mindhalálig vele (Szörényi–Lezsák)
304. Atilla, Isten kardja – rockopera (1993) – Találd meg néped útját! (Szörényi–Lezsák)
305. Atilla, Isten kardja – rockopera (1993) – Szolgálni vágylak (Szörényi–Lezsák)
306. Atilla, Isten kardja – rockopera (1993) – Miért engedted el?, Örök láng (Szörényi–Lezsák)
307. Atilla, Isten kardja – rockopera (1993) – Tu Rex Gloriae Christe, Fény fia (Jézus jelenése), Hagyom Rómát! (Szörényi–Lezsák)
308. Atilla, Isten kardja – rockopera (1993) – Mi történik itt?, Bíbor alkony (Szörényi–Lezsák)
309. Atilla, Isten kardja – rockopera (1993) – A világnak ura Te lehetsz! (Szörényi–Lezsák)
310. Atilla, Isten kardja – válogatás (1993) – Kürtjel (Szörényi)
311. Atilla, Isten kardja – válogatás (1993) – Puszták viharából (Szörényi)
312. Szörényi Levente és művésztársai (Végső Visszatérés, 1994) – Végső visszatérés (Szörényi)
313. Szörényi Levente (Levi's Best-50, 1995) – Egy, kilenc, kilenc meg öt (Szörényi)
314. Illés (Illés '96, 1996) – Lelkünk összeér (Szörényi)
315. A kiátkozott – rockballada (1997) – Túlvilágról hív (Szörényi–Bródy)
316. A kiátkozott – rockballada (1997) – Hallod-e a dalt? (Szörényi–Bródy)
317. A kiátkozott – rockballada (1997) – Esküdjetek! (Szörényi–Bródy)
318. A kiátkozott – rockballada (1997) – Próbálj meg szeretni (Szörényi–Bródy)
319. A kiátkozott – rockballada (1997) – Kun László, a király (Szörényi–Bródy)
320. A kiátkozott – rockballada (1997) – Hallom a hangod (Szörényi–Bródy)
321. A kiátkozott – rockballada (1997) – El kell válnunk (Szörényi–Bródy)
322. A kiátkozott – rockballada (1997) – Erősnek születtünk (Szörényi–Bródy)
323. A kiátkozott – rockballada (1997) – Ne csüggedj, királyom (Szörényi–Bródy)
324. A kiátkozott – rockballada (1997) – Tekints le rám (Szörényi–Bródy)
325. A kiátkozott – rockballada (1997) – Eljöttél végre (Szörényi–Bródy)
326. A kiátkozott – rockballada (1997) – Rossz, vagy rosszabb (Szörényi–Bródy)
327. A kiátkozott – rockballada (1997) – Ingyen nincsen (Szörényi–Bródy)
328. A kiátkozott – rockballada (1997) – Rossz korban születtem (Szörényi–Bródy)
329. A kiátkozott – rockballada (1997) – Nem szerettél engem (Szörényi–Bródy)
330. A kiátkozott – rockballada (1997) – Nem jártam álruhában (Szörényi–Bródy)
331. A kiátkozott – rockballada (1997) – Az Úr nevében (Szörényi–Bródy)
332. A kiátkozott – rockballada (1997) – Király vagyok (Szörényi–Bródy)
333. A kiátkozott – rockballada (1997) – Káprázat minden (Szörényi–Bródy)
334. A kiátkozott – rockballada (1997) – Elszáll az idő (Szörényi–Bródy)
335. A kiátkozott – rockballada (1997) – Isten és szolgája (Szörényi–Bródy)
336. A kiátkozott – rockballada (1997) – Kiátkozott vagyok (Szörényi–Bródy)
337. A kiátkozott – rockballada (1997) – Tragikus a helyzet (Szörényi–Bródy)
338. A kiátkozott – rockballada (1997) – Halált vagy életet (Szörényi–Bródy)
339. A kiátkozott – rockballada (1997) – Feloldozás nélkül (Szörényi–Bródy)
340. A kiátkozott – rockballada (1997) – Legyen vége (Szörényi–Bródy)
341. A kiátkozott – rockballada (1997) – Lélekharang (Szörényi–Bródy)
342. Attila, Isten kardja – rockopera (trilógia változat) (1999) – Nyitány (Szörényi)
343. Attila, Isten kardja – rockopera (trilógia változat) (1999) – I. rész, I. kép (Szörényi–Lezsák)
344. Attila, Isten kardja – rockopera (trilógia változat) (1999) – I. rész, II. kép (Szörényi–Lezsák)
345. Attila, Isten kardja – rockopera (trilógia változat) (1999) – I. rész, III. kép (Szörényi–Lezsák)
346. Attila, Isten kardja – rockopera (trilógia változat) (1999) – I. rész, IV. kép (Szörényi–Lezsák)
347. Attila, Isten kardja – rockopera (trilógia változat) (1999) – I. rész, V. kép (Szörényi–Lezsák)
348. Attila, Isten kardja – rockopera (trilógia változat) (1999) – II. rész, I. kép (Szörényi–Lezsák)
349. Attila, Isten kardja – rockopera (trilógia változat) (1999) – II. rész, II. kép (Szörényi–Lezsák)
350. Attila, Isten kardja – rockopera (trilógia változat) (1999) – II. rész, III. kép (Szörényi–Lezsák)
351. Attila, Isten kardja – rockopera (trilógia változat) (1999) – II. rész, IV. kép (Szörényi–Lezsák)
352. Attila, Isten kardja – rockopera (trilógia változat) (1999) – II. rész, V. kép (Szörényi–Lezsák)
353. Attila, Isten kardja – rockopera (trilógia változat) (1999) – II. rész, VI. kép (Szörényi–Lezsák)
354. Attila, Isten kardja – rockopera (trilógia változat) (1999) – II. rész, VII. kép (Szörényi–Lezsák)
355. Veled, Uram! – rockopera (2000) – Koppány vére (Szörényi–Bródy)
356. Veled, Uram! – rockopera (2000) – Látom utad (Szörényi–Bródy)
357. Veled, Uram! – rockopera (2000) – Veled, Uram! (Szörényi–Bródy)
358. Veled, Uram! – rockopera (2000) – Intelmek (Szörényi–Bródy)
359. Veled, Uram! – rockopera (2000) – Régóta kereslek! (Szörényi–Bródy)
360. Veled, Uram! – rockopera (2000) – Követjárás (Szörényi–Bródy)
361. Veled, Uram! – rockopera (2000) – Mit vétettem? (Szörényi–Bródy)
362. Veled, Uram! – rockopera (2000) – Igérd meg! (Szörényi–Bródy)
363. Veled, Uram! – rockopera (2000) – Régi nóta (Szörényi–Bródy)
364. Veled, Uram! – rockopera (2000) – Három herceg (Szörényi–Bródy)
365. Veled, Uram! – rockopera (2000) – Miénk az erdő mélye (Szörényi–Bródy)
366. Veled, Uram! – rockopera (2000) – Végső próba (Szörényi–Bródy)
367. Veled, Uram! – rockopera (2000) – Glória (Szörényi–Bródy)
368. Veled, Uram! – rockopera (2000) – Győzelmi tor (Szörényi–Bródy)
369. Veled, Uram! – rockopera (2000) – Csillagok közt (Szörényi–Bródy)
370. Veled, Uram! – rockopera (2000) – Kell ez a trón, Pogány világ (Szörényi–Bródy)
371. Veled, Uram! – rockopera (2000) – Hallgass meg! (Szörényi–Bródy)
372. Veled, Uram! – rockopera (2000) – Péter vagy Vászoly, Válaszúton (Szörényi–Bródy)
373. Veled, Uram! – rockopera (2000) – Hol tartunk ma már! (Szörényi–Bródy)
374. Veled, Uram! – rockopera (2000) – Szégyenfolt (Szörényi–Bródy)
375. Veled, Uram! – rockopera (2000) – Aki mer, az nyer! (Szörényi–Bródy)
376. Veled, Uram! – rockopera (2000) – Megtettem mindent (Szörényi–Bródy)
377. Veled, Uram! – rockopera (2000) – Utolsó út (Szörényi–Bródy)
378. Ének a csodaszarvasról – zenekari szvit (2003) – Ősapa és Ősanya (Szörényi–?)
379. Ének a csodaszarvasról – zenekari szvit (2003) – Teremtésdal (Szörényi–?)
380. Ének a csodaszarvasról – zenekari szvit (2003) – Szkíta ének (Szörényi–?)
381. Ének a csodaszarvasról – zenekari szvit (2003) – Szarvasűzés (Szörényi–?)
382. Ének a csodaszarvasról – zenekari szvit (2003) – A csata (Szörényi–?)
383. Ének a csodaszarvasról – zenekari szvit (2003) – Géza fejedelem (Szörényi–?)
384. Ének a csodaszarvasról – zenekari szvit (2003) – A Turul (Szörényi–?)
385. Ének a csodaszarvasról – zenekari szvit (2003) – Testvérharc (Szörényi–?)
386. Ének a csodaszarvasról – zenekari szvit (2003) – A csodaszarvas (Szörényi–?)
387. Elég volt! – kóruskanáta (Ének a csodaszarvasról, 2003) – Elég volt! (Szörényi–Wass Albert)
388. Árpád Népe – misztikus opera (2006) – Emlékezz! (Szörényi–Pozsgai)
389. Árpád Népe – misztikus opera (2006) – Nem nyughatnak lelkeink...(Szörényi–Pozsgai)
390. Árpád Népe – misztikus opera (2006) – Elfogadom őt! (Szörényi–Pozsgai)
391. Árpád Népe – misztikus opera (2006) – Vászoly fia, de melyik? (Szörényi–Pozsgai)
392. Árpád Népe – misztikus opera (2006) – Ős Isten, nézz le rám! (Szörényi–Pozsgai)
393. Árpád Népe – misztikus opera (2006) – Nem jöttem és mégis itt vagyok...(Szörényi–Pozsgai)
394. Árpád Népe – misztikus opera (2006) – Vedd hát, mi előtted hever! (Szörényi–Pozsgai)
395. Árpád Népe – misztikus opera (2006) – Ne bízz Leventében! (Szörényi–Pozsgai)
396. Árpád Népe – misztikus opera (2006) – Rasdi vagyok...(Szörényi–Pozsgai)
397. Árpád Népe – misztikus opera (2006) – Vesszen Péter! (Szörényi–Pozsgai)
398. Árpád Népe – misztikus opera (2006) – Egy a nép, egy a magyar (Szörényi–Pozsgai)
399. Árpád Népe – misztikus opera (2006) – Éljen András király! (Szörényi–Pozsgai)
400. Árpád Népe – misztikus opera (2006) – Árulóvá lettem...(Szörényi–Pozsgai)
401. Árpád Népe – misztikus opera (2006) – Az utunk véget ér (Szörényi–Pozsgai)
402. Árpád Népe – misztikus opera (2006) – E világ elkárhozott (Szörényi–Pozsgai)
403. Árpád Népe – misztikus opera (2006) – Keresd az ősöket (Szörényi–Pozsgai)
404. A sziklák meghasadnak – himnusz (2007) – A sziklák meghasadnak (Szörényi–Tóth Kálmán)